# Dolmen von Mina de Parxubeira
Der Dolmen von Mina de Parxubeira (auch Dolmen de Corveira genannt) ist eine Anta westlich von Corveira in Galicien in Spanien. Sie wird zwischen dem 4. und 3. Jahrtausend v. Chr. datiert. Die Anta ist Bestandteil der Nekropole von Sotorraño-Parxubeira-Portocoiro, bestehend aus vier Megalithanlagen. Anta oder Dolmen ist die portugiesische Bezeichnung für etwa 5000 Megalithanlagen, die während des Neolithikums im Westen der Iberischen Halbinsel von den Nachfolgern der Cardial- oder Impressokultur errichtet wurden. 
Der Zugang ist nach Osten orientiert, die polygonalen Kammer ist verstürzt. Insgesamt 13 Tragsteine von Kammer und Gang sind erhalten. Der Steinhügel hatte einen Durchmesser zwischen 20 und 22 m und einen Randsteinring.

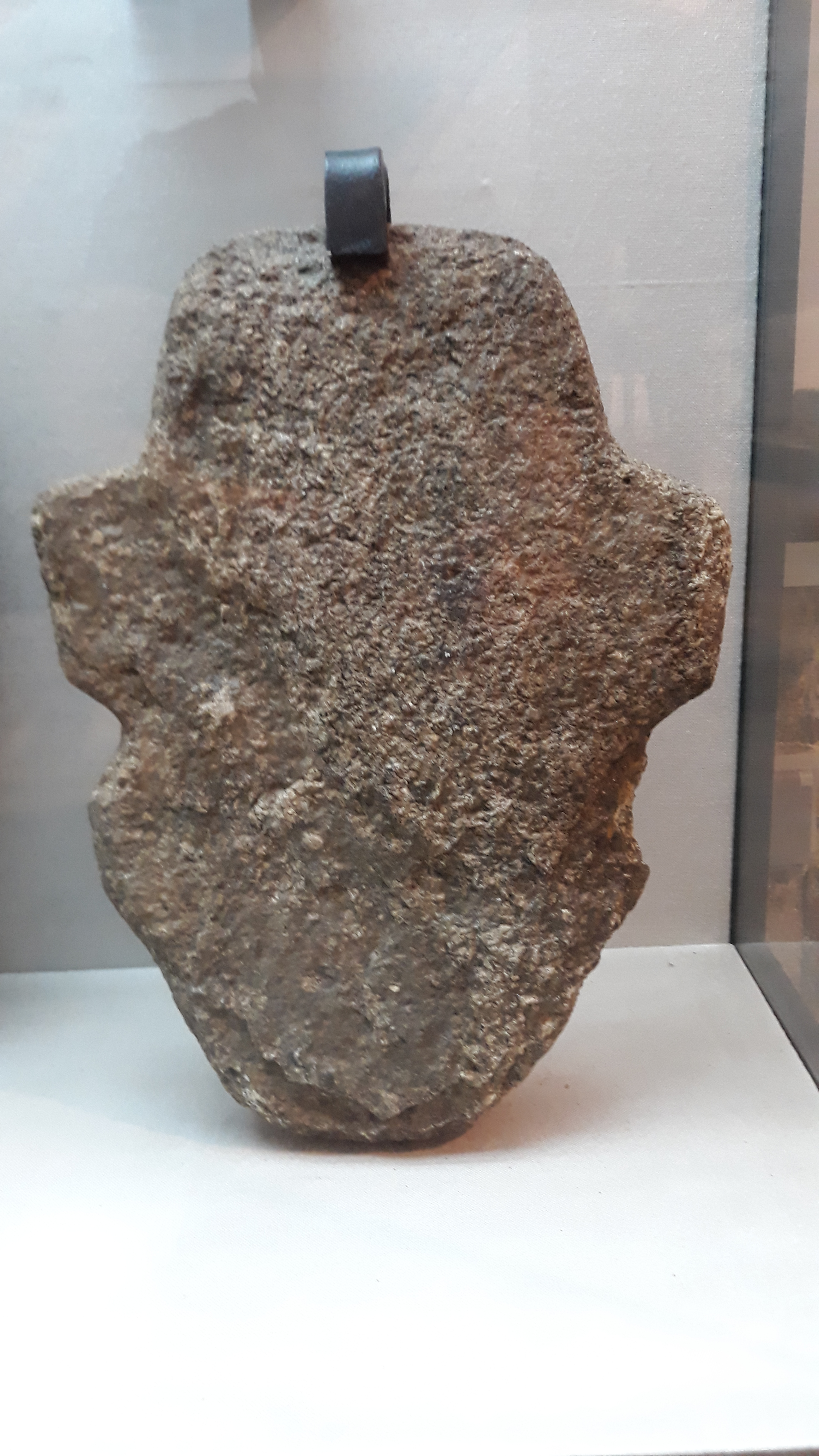
Stele von Parxubeira im Museum von Santo Antón

Außer Feuersteinklingen, fand man eine Pfeilspitze, kleine Idole, so genannte Baetyl (port. Betilos) eines mit Dekoration. Während der Ausgrabungen wurde auch eine große Menge von Töpferware der Glockenbecherkultur und vier grobschlächtig gearbeitete Statuenmenhire aus Gneis und Granit gefunden. Die Stelen standen vor dem Zugang.
Die Artefakte befinden sich im Archäologischen Museum in A Coruña.